# Črtice in novele
Črtice in novele so zbirka krajših pripovednih del Ivana Cankarja, ki so izhajali v letih 1907–1909) v časnikih in revijah, a jih pisatelj ni nikoli zbral v knjižno izdajo.

## Seznam črtic in novel
- Jernej, narodov besednik
- Urlavb
- Ulica umirajočih
- Krivica
- Krivica (Druga obdelava)
- Siromak Matija
- Bobi
- Gospod Vavra
- "Kaj sem storil, o Gospod?"
- Legenda o Kristusovi suknji
- Brat Edvard
- Pravična kazen božja
- Pravica za pravico

## Vsebina

### Pravična kazen božja
V dolini šentflorjanski so ob mraku v krčmi za mizo sedeli rodoljubi in nazdravljali. Med njimi je bil tudi učitelj Šviligoj. Pogovarjali so se o prihajajoči poroki bogatega Šobarja in najlepše ženske v dolini in pili. Na poti domov se je učitelj razburil sam nad seboj in bilo ga je sram, ker je bil opit. Pot domov mu je bila dolga in težka, mislil je globoke misli. Sam pri sebi je govoril, kako skrivnostna in nadvse čudna je noč. Zdelo se mu je, da je vse tako čudno zato, ker se je napil. Rekel je, da je bog vedel, zakaj mu je poslal to pijanost, in da so zmeraj pravična njegova pota. Videl je razbojnika, ki je skočil skozi okno v izbo Škrobarjeve neveste, in tako bil priča očitnega pohujšanja. Previdno se je potuhnil in sram ga je bilo, ker se ni nikoli prej potuhnil, saj je bil spodoben in resen rodoljub. Učitelju je bilo hudo pri srcu, saj je videl znamenja hudih dogodkov. V dolino šentflorjansko je prišlo pohujšanje tisti dan, ko je nastopil svojo službo adjunkt Peter Muha, saj je takrat, ko se je pripeljal v dolino, učitelju zasmrdelo kakor po nečistosti. Po tisti noči je učitelj zgodaj vstal, stopil k oknu in se ozrl po dolini. Po beli cesti mimo šolskega vrta je prišel adjunkt, ki ga je imel za grešnika. Adjunkt je prišel k njemu, da mu je dal nasvet, kako se da živeti v dolini šentflorjanski, saj je bil učitelj nedolžen, brez zlega. Na koncu mu je povedal, da je videl, da je nedolžnost in vernost večji greh od greha samega. Zaslišal ga je tudi o dogodku pri Šobarjevi nevesti in napeljeval, da naj še malo doda in okrasi zgodbo ter jo gre pripovedovat v dolino. Adjunkt se je ponoči vzpel na okno in šel k Meliti, Šobarjevi nevesti, ter ji povedal, da ne moreta biti skupaj, čeprav jo ljubi. V pozni večerni uri se je Šobar z vozom odpeljal. V njegovi hiši je visel obešen zlodej, Peter pa je spal na trati. Ostali so pili, učitelja pa je zanimalo, kaj se je zgodilo. Povedali smo mu, da se je greh obesil, učitelj pa je na koncu sklenil, da še ni bilo grešnika, ki ga ne bi na tem ali onem svetu doletela pravična kazen božja. Od takrat naprej v dolini ni bilo več grešnika ali grešnice.

## Vir
Ivan Cankar. Pravična kazen božja. Ljubljanski zvon 28/1. 21–27, 80–86, 132–138, 195–204. dLib Uporabljena izdaja: Pravična kazen božja. V: Ivan Cankar. Zbrano delo. Osemnajsta knjiga. Sosed Luka. Kurent. Črtice in novele (1907–1909). Ljubljana: DZS, 1973. 